# Élections législatives de 2012 dans les Pyrénées-Orientales
Les élections législatives françaises de 2012 se sont déroulées les 10 et 17 juin 2012. Dans le département des Pyrénées-Orientales, quatre députés sont à élire dans le cadre de quatre circonscriptions, soit le même nombre d'élus malgré le redécoupage territorial.

## Élus
|   | Circonscription | Député sortant   |  | Parti | Député élu ou réélu |  | Parti |
| - | --------------- | ---------------- |  | ----- | ------------------- |  | ----- |
| = | 1re             | Daniel Mach      |  | UMP   | Jacques Cresta      |  | DVG   |
| ≠ | 2e              | Fernand Siré     |  | UMP   | Fernand Siré        |  | UMP   |
| ≠ | 3e              | François Calvet  |  | UMP   | Ségolène Neuville   |  | PS    |
| = | 4e              | Jacqueline Irles |  | UMP   | Pierre Aylagas      |  | PS    |

## Impact du redécoupage territorial
Le canton de Saint-Estève passe de la 2e à la 3e circonscription.

## Positionnement des partis
- Le PS réserve la 1re circonscription à un candidat partenaire du PS, dans les trois autres circonscriptions, il présente deux femmes et un homme[1].
- Le Front de gauche est présent dans toutes les circonscriptions, 3 candidats sont issus du PCF, le dernier étant membre du PG[2].
- Le FN est présent sur l'ensemble des circonscriptions, avec la présence de Louis Aliot, secrétaire général du parti, dans la 1re circonscription.

## Résultats

### Résultats à l'échelle du département
| Parti          | Parti                                           | Premier tour | Premier tour | Second tour | Second tour | Sièges |  |
| Parti          | Parti                                           | Voix         | %            | Voix        | %           | Sièges |  |
| -------------- | ----------------------------------------------- | ------------ | ------------ | ----------- | ----------- | ------ |  |
|                | Parti socialiste                                | 55 707       | 28,19        | 80 657      | 41,82       | 2      |  |
|                | Divers gauche dont MRC                          | 10 380       | 5,25         | 17 098      | 8,87        | 1      |  |
|                | Europe Écologie Les Verts                       | 4 441        | 2,25         |             |             | 0      |  |
|                | Majorité présidentielle                         | 70 528       | 35,69        | 97 755      | 50,69       | 3      |  |
|                |                                                 |              |              |             |             |        |  |
|                | Union pour un mouvement populaire               | 55 992       | 28,33        | 85 840      | 44,51       | 1      |  |
|                | Divers droite dont DLR, PCD                     | 344          | 0,17         |             |             | 0      |  |
|                | Droite parlementaire                            | 56 336       | 28,51        | 85 840      | 44,51       | 1      |  |
|                |                                                 |              |              |             |             |        |  |
|                | Front national                                  | 41 480       | 20,99        | 9 251       | 4,80        | 0      |  |
|                | Front de gauche                                 | 20 553       | 10,40        |             |             | 0      |  |
|                | Mouvement démocrate                             | 3 336        | 1,69         | 0           |             |        |  |
|                | Divers écologiste dont LT-LNÉ, AÉI, Cap21 et GÉ | 2 962        | 1,50         | 0           |             |        |  |
|                | Extrême gauche dont LO et NPA                   | 1 657        | 0,8          | 0           |             |        |  |
|                | Divers                                          | 594          | 0,30         | 0           |             |        |  |
|                | Extrême droite                                  | 171          | 0,09         | 0           |             |        |  |
|                |                                                 |              |              |             |             |        |  |
| Inscrits       | Inscrits                                        | 329 163      | 100,00       | 329 067     | 100,00      | 4      |  |
| Abstentions    | Abstentions                                     | 128 201      | 38,95        | 127 973     | 38,89       |        |  |
| Votants        | Votants                                         | 200 962      | 61,05        | 201 094     | 61,11       |        |  |
| Blancs et nuls | Blancs et nuls                                  | 3 345        | 1,66         | 8 248       | 4,1         |        |  |
| Exprimés       | Exprimés                                        | 197 617      | 98,34        | 192 846     | 95,9        |        |  |

### Résultats par circonscription

#### Première circonscription (Perpignan)
| Candidat       | Candidat            | Parti          | Premier tour | Premier tour | Second tour | Second tour |  |
| Candidat       | Candidat            | Parti          | Voix         | %            | Voix        | %           |  |
| -------------- | ------------------- | -------------- | ------------ | ------------ | ----------- | ----------- |  |
|                | Daniel Mach sortant | UMP            | 11 097       | 28,19        | 13 464      | 33,82       |  |
|                | Jacques Cresta élu  | diss. PS       | 9 692        | 24,62        | 17 098      | 42,95       |  |
|                | Louis Aliot         | RBM (FN)       | 9 496        | 24,13        | 9 251       | 23,24       |  |
|                | Jean Vila           | FG (PCF)       | 6 434        | 16,35        |             |             |  |
|                | Agnès Langevine     | EÉLV (PS)      | 682          | 1,73         |             |             |  |
|                | Christine Espert    | CpF (MoDem)    | 505          | 1,28         |             |             |  |
|                | Atika El Bourimi    | MRC            | 443          | 1,13         |             |             |  |
|                | Jean-Paul Tomas     | LT-LNÉ         | 329          | 0,84         |             |             |  |
|                | Pierre Verdier      | PDF            | 171          | 0,43         |             |             |  |
|                | Laurent Gomez       | Divers         | 128          | 0,33         |             |             |  |
|                | Stéphanie Font      | NPA            | 124          | 0,32         |             |             |  |
|                | Hélène Sarrasecca   | AÉI            | 118          | 0,30         |             |             |  |
|                | Pascale Advenard    | LO             | 98           | 0,25         |             |             |  |
|                | Annie Marciniak     | RIC            | 41           | 0,10         |             |             |  |
|                | Raymond Faura       | PRG            | 1            | 0,00         |             |             |  |
|                | Michael Morant      | GÉ (PRG)       | 0            | 0,00         |             |             |  |
|                |                     |                |              |              |             |             |  |
| Inscrits       | Inscrits            | Inscrits       | 67 612       | 100,00       | 67 600      | 100,00      |  |
| Abstentions    | Abstentions         | Abstentions    | 27 730       | 41,01        | 26 877      | 39,76       |  |
| Votants        | Votants             | Votants        | 39 882       | 58,99        | 40 723      | 60,24       |  |
| Blancs et nuls | Blancs et nuls      | Blancs et nuls | 523          | 1,31         | 910         | 2,23        |  |
| Exprimés       | Exprimés            | Exprimés       | 39 359       | 98,69        | 39 813      | 97,77       |  |

#### Deuxième circonscription (Canet-en-Roussillon)
| Candidat       | Candidat                   | Parti          | Premier tour | Premier tour | Second tour | Second tour |  |
| Candidat       | Candidat                   | Parti          | Voix         | %            | Voix        | %           |  |
| -------------- | -------------------------- | -------------- | ------------ | ------------ | ----------- | ----------- |  |
|                | Toussainte Calabrèse       | PS (EÉLV)      | 17 060       | 32,14        | 25 194      | 49,51       |  |
|                | Fernand Siré sortant réélu | UMP            | 14 706       | 27,70        | 25 689      | 50,49       |  |
|                | Irina Kortánek             | RBM (FN)       | 12 525       | 23,59        | Retrait     | Retrait     |  |
|                | Françoise Fiter            | FG (PCF)       | 3 493        | 6,58         |             |             |  |
|                | Joseph Puig                | CpF (MoDem)    | 2 831        | 5,33         |             |             |  |
|                | Marie-Paule Ricard         | EÉLV           | 942          | 1,77         |             |             |  |
|                | Audrey Castanet            | LT-LNÉ         | 488          | 0,92         |             |             |  |
|                | Liberto Plana              | LO             | 305          | 0,57         |             |             |  |
|                | Cécile Sorbier             | AÉI            | 285          | 0,54         |             |             |  |
|                | Pascale Clavel             | Divers         | 226          | 0,43         |             |             |  |
|                | Annie Rideau               | NPA            | 221          | 0,42         |             |             |  |
|                | Gérald Brachet             | PVB            | 3            | 0,01         |             |             |  |
|                |                            |                |              |              |             |             |  |
| Inscrits       | Inscrits                   | Inscrits       | 89 077       | 100,00       | 89 077      | 100,00      |  |
| Abstentions    | Abstentions                | Abstentions    | 34 995       | 39,29        | 35 529      | 39,89       |  |
| Votants        | Votants                    | Votants        | 54 082       | 60,71        | 53 548      | 60,11       |  |
| Blancs et nuls | Blancs et nuls             | Blancs et nuls | 997          | 1,84         | 2 665       | 4,98        |  |
| Exprimés       | Exprimés                   | Exprimés       | 53 085       | 98,16        | 50 883      | 95,02       |  |

#### Troisième circonscription (Prades)
| Candidat       | Candidat               | Parti          | Premier tour | Premier tour | Second tour | Second tour |  |
| Candidat       | Candidat               | Parti          | Voix         | %            | Voix        | %           |  |
| -------------- | ---------------------- | -------------- | ------------ | ------------ | ----------- | ----------- |  |
|                | Ségolène Neuville élue | PS             | 18 190       | 37,65        | 25 458      | 53,03       |  |
|                | Jean Castex            | UMP            | 14 743       | 30,52        | 22 550      | 46,97       |  |
|                | Bruno Lemaire          | RBM (FN)       | 9 022        | 18,68        |             |             |  |
|                | Daniel Borreill        | FG (PG)        | 3 491        | 7,23         |             |             |  |
|                | Jean-Marc Panis        | EÉLV           | 1 372        | 2,84         |             |             |  |
|                | Claude Sala            | LT-LNÉ         | 415          | 0,86         |             |             |  |
|                | Daniel Fabresse        | NPA            | 325          | 0,67         |             |             |  |
|                | Ahmed Sobban           | MRC            | 244          | 0,51         |             |             |  |
|                | Christian Desrousseaux | AÉI            | 243          | 0,50         |             |             |  |
|                | Anna-Maria Urroz       | LO             | 185          | 0,38         |             |             |  |
|                | Jean-Marie Rul         | Divers         | 81           | 0,17         |             |             |  |
|                |                        |                |              |              |             |             |  |
| Inscrits       | Inscrits               | Inscrits       | 80 130       | 100,00       | 80 123      | 100,00      |  |
| Abstentions    | Abstentions            | Abstentions    | 30 992       | 38,68        | 30 296      | 37,81       |  |
| Votants        | Votants                | Votants        | 49 138       | 61,32        | 49 827      | 62,19       |  |
| Blancs et nuls | Blancs et nuls         | Blancs et nuls | 827          | 1,68         | 1 819       | 3,65        |  |
| Exprimés       | Exprimés               | Exprimés       | 48 311       | 98,32        | 48 008      | 96,35       |  |

#### Quatrième circonscription (Céret - Argelès-sur-Mer)
| Candidat       | Candidat                      | Parti          | Premier tour | Premier tour | Second tour | Second tour |  |
| Candidat       | Candidat                      | Parti          | Voix         | %            | Voix        | %           |  |
| -------------- | ----------------------------- | -------------- | ------------ | ------------ | ----------- | ----------- |  |
|                | Pierre Aylagas élu            | PS             | 20 457       | 35,98        | 30 005      | 55,42       |  |
|                | Jacqueline Irles sortante     | UMP            | 15 446       | 27,16        | 24 137      | 44,58       |  |
|                | Marie-Thérèse Costa-Fesenbeck | RBM (FN)       | 10 437       | 18,35        |             |             |  |
|                | Nicolas Garcia                | FG (PCF) (PG)  | 7 135        | 12,55        |             |             |  |
|                | Bruno Rouane                  | EÉLV           | 1 445        | 2,54         |             |             |  |
|                | Yves Castanet                 | LT-LNÉ         | 522          | 0,92         |             |             |  |
|                | Jean-Michel Serve             | DLR            | 344          | 0,60         |             |             |  |
|                | Carol Malortigue              | Cap21          | 297          | 0,52         |             |             |  |
|                | Monique Jaulin                | AÉI            | 265          | 0,47         |             |             |  |
|                | Jean Boucher                  | NPA            | 203          | 0,36         |             |             |  |
|                | Esther Silan                  | LO             | 196          | 0,34         |             |             |  |
|                | Natacha Bordez                | Divers         | 115          | 0,20         |             |             |  |
|                |                               |                |              |              |             |             |  |
| Inscrits       | Inscrits                      | Inscrits       | 92 344       | 100,00       | 92 337      | 100,00      |  |
| Abstentions    | Abstentions                   | Abstentions    | 34 484       | 37,34        | 35 337      | 38,27       |  |
| Votants        | Votants                       | Votants        | 57 860       | 62,66        | 57 000      | 61,73       |  |
| Blancs et nuls | Blancs et nuls                | Blancs et nuls | 998          | 1,72         | 2 858       | 5,01        |  |
| Exprimés       | Exprimés                      | Exprimés       | 56 862       | 98,28        | 54 142      | 94,99       |  |